# Our Song (chanson de Taylor Swift)
Singles de Taylor Swift
Teardrops on My Guitar
(2007) Picture to Burn
(2008)
Our Song est une chanson de l'auteure-compositrice-interprète américaine Taylor Swift, tirée de son premier album studio éponyme (2006). Swift a écrit Our Song pour un spectacle de talents au collège; les paroles parlent d'un jeune couple utilisant les événements ordinaires de leur vie pour créer leur propre chanson. Elle a inclus la chanson dans l'album parce qu'elle était populaire parmi ses camarades de classe. Elle est sortie comme troisième single de l'album le 10 septembre 2007 par Big Machine Records. Produit par Nathan Chapman, Our Song est un morceau country au tempo rapide incorporant des violons et des tambours.
Les critiques musicaux ont salué l'écriture de Swift sur Our Song pour avoir créé des paroles conversationnelles et un refrain mémorable. Il figurait en 2019 sur la liste de Rolling Stone des meilleurs chansons country par des artistes féminines depuis 2000. Au sommet du Hot Country Songs pendant 6 semaines, le single fait de Swift la plus jeune personne (17 ans à l'époque) à écrire et chanter à elle seule une chanson numéro 1 du Hot Country Songs. Our Song a atteint le numéro 16 du Billboard Hot 100 et a été certifié quadruple album de platine par la Recording Industry Association of America. Il a aussi atteint le numéro 30 sur la Canadian Hot 100 et a été certifié album de platine par Music Canada.
Trey Fanjoy a réalisé le clip de la chanson, qui a débuté sur CMT le 24 Septembre 2007 et a gagné Vidéo de l'Année au 2008 CMT Music Awards. Swift a interprété la chanson lors de programmes télévisés et durant de nombreux festivals, et l'a inclus dans la setlist du Fearless Tour (2009-2010) et le Speak Now World Tour (2011-2012). Our Song était aussi à certaines dates de concert lors du Red Tour (2013-2014), du Reputation Stadium Tour (2018) et du Eras Tour (2023-2024).

## Production et contexte de sortie
En 2004, Taylor Swift, née en Pennsylvanie, a déménagé à Nashville, Tennessee, à l'âge de quatorze ans, pour poursuivre une carrière dans la musique country. Elle a signé avec Sony/ATV en 2004 pour devenir auteure-compositrice professionnelle, et avec Big Machine Records en 2005 pour devenir chanteuse de musique country. Vers la fin de 2005, Swift a enregistré des chansons pour son premier album éponyme avec le producteur Nathan Chapman. Le temps que la production soit finalisée, Swift avait terminé sa première année de lycée à Hendersonville, Tennessee. Elle a écrit trois morceaux par elle-même : The Outside, Should've Said No et Our Song. Ce dernier a été par Swift  pour un spectacle de talents au lycée. Elle a conçu la chanson comme un morceau optimiste avec des paroles liées à ses camarades de classe, l'écrivant en vingt minutes,. Pour expliquer son inspiration, Swift a déclaré : «Je l'ai écrit sur ce gars avec qui je sortais et sur le fait que nous n'avions pas de chanson. Alors je nous en ai écrit un. »
Plusieurs mois après le spectacle de talents, ses camarades de classe sont venus vers elle et lui ont chanté la mélodie et quelques paroles, ce qui lui a fait penser : «Il doit y avoir quelque chose ici !» À cette fin, elle a insisté pour que les dirigeants de Big Machine Records l'incluent dans la l'album. Swift a imaginé la production dans sa tête avant d'approcher Chapman. Selon les notes de pochette de l'album, les musiciens et leurs instruments sur Our Song incluent la guitare acoustique (Taylor Swift), le banjo et la guitare électrique (Nathan Chapman), le dobro (Bruce Bouton), la batterie (Nick Buda), les percussions (Eric Darken), le violon (Rob Hajacos) et la guitare basse (Tim Marks). Le morceau a été enregistré par Chad Carlson, assisté de Chapman, aux Sound Cottage et Quad Studios à Nashville. Il a été mixé par Chuck Ainley, assisté de Greg Lawrence, chez Masterfonics. Swift a choisi la chanson comme piste de fin d'album parce qu'elle pensait que les paroles du refrain final «Play it Again» (joue-le à nouveau), inciterait de manière subliminale à l'auditeur de rejouer l'album.
Le premier album éponyme de Taylor Swift est sorti le 24 octobre 2006 via Big Machine Records. Our Song est devenu le troisième single de l'album le 10 septembre 2007 quand Big Machine a sorti la chanson sur la radio country américaine, puis le 10 mars 2008 sur la radio pop américaine en tant que single croisé, en partenariat avec Republic Records. Our Song a ensuite été inclus dans la version internationale du deuxième album de Swift, Fearless, sorti en mars 2009. À la suite d'une controverse publique au cours de laquelle Swift s'est opposée à l'acquisition de Big Machine et des bandes originales de son catalogue par le gestionnaire de talents Scooter Braun, Big Machine a ré-édité Our Song sur vinyle en édition limitée en octobre 2019.

## Musique et Paroles
Our Song est une fenêtre sur la vie amoureuse d'un jeune couple. Dans le premier couplet, la narratrice et son petit ami voyagent en voiture : « Il a une main sur le volant / l'autre sur mon cœur. » Alors qu'ils écoutent la radio, la narratrice dit à son petit ami qu'ils n'ont pas de chanson à eux. Dans le premier refrain, il répond que leur chanson est tel un poème, constituée de sons tirés de leur quotidien qu'il associe à leur relation. Il lui chante : « Notre chanson est la porte qui claque / Sortir tard en cachette, taper sur ta fenêtre », puis "Notre chanson est la façon dont il rit / Le premier rendez-vous, cette fille, je ne l'ai pas embrassée alors que j'aurais dû."  Les critiques considèrent l'image de la « porte claquante » comme l'accroche de la chanson et le détail lyrique le plus mémorable,. Le deuxième refrain est toujours chanté du point de vue du petit-ami, mais cette fois c'est la narratrice qui chante les paroles écrites dans une lettre. Dans le troisième refrain, elle change le point de vue du poème « Le premier rendez-vous, ce mec, je ne l'ai pas embrassé alors que j'aurais dû ». Dans la dernière ligne du refrain, de retour chez elle, elle demande à Dieu « s'il pourrait le rejouer ». La chanson se termine par les paroles «J'ai attrapé un stylo / Et une vieille serviette / Et j'ai écrit notre chanson», faisant référence à l'occupation de Swift en tant qu'auteure-compositrice.
Construit sur un riff de banjo, Our Song est un morceau de musique country avec un solo de violon dans le pont musical,. Selon la BBC, les couplets illustrent la « mélodie à une note » de Swift, qui transmet efficacement le récit et deviendra un incontournable dans plusieurs de ses chansons ultérieures. Le refrain met l'accent sur une mélodie plus large et des voix plus aiguës, que Perone a décrites comme optimistes et mélodieuses. Dans la chanson, Swift chante avec une voix vibrante  et utilise un accent du Sud, provoqué par son déménagement de la Pennsylvanie au Tennessee à l'adolescence. Swift prononce le pronom « I » plus près de la monophtongue « ah » et chante les mots « voiture » et « cœur » avec un accent non rhotique. Elle joue aussi sur le manque d'accord des verbes en anglais sud-américain dans les paroles "your mama don't know".
Les critiques ont débattu si Our Song était vraiment de la musique country. J. Freedom du Lac du Washington Post et Nick Jones de Vulture ont remarqué des influences hip hop et de la musique rythmique sur le phrasé et la batterie compressée du refrain final. La critique Maura Johnston de Pitchfork a commenté qu'en dehors des violons et de l'accent country, la mélodie est influencée par la « pop adolescente milléniale ». Grady Smith de Rolling Stone l'a sélectionnée comme l'une des « chansons les plus country » de Swift, en notant les instruments et l'accent du Sud. Dans un article pour JSTOR, la linguiste Chi Luu a soutenu que Swift utilisait un accent du Sud comme moyen de justifier son authenticité dans la musique country parce que Swift venait d'un milieu de classe moyenne supérieure, ce qui la différenciait des autres musiciennes country chantant sur le fait de surmonter les difficultés et la pauvreté. L'accent du Sud était donc important pour sa première image d'artiste de musique country. Le musicologue Nate Sloan a souligné que les paroles conversationnelles s'appuyant sur l'expérience banale de la vie quotidienne étaient l'incarnation par Swift des thèmes de l'écriture de chansons de musique country.

## Réception critique
Our Song était l'une des «Award-Winning Songs» lors des BMI Country Awards en 2008, qui met à l'honneur les meilleurs auteurs-compositeurs de l'année. Le single figurait en 2019 sur la liste de Rolling Stone des meilleurs chansons country par des artistes féminines depuis 2000. Jeff Tamarkin d'AllMusic ainsi que Seija Rankin et Lauren Huff d'Entertainment Weekly l'ont choisi comme le morceau qui ressortait le plus sur l'album,, et Fiona Chua de MTV Asia la sélectionné comme étant l'une des meilleures pistes de la version internationale de Fearless. Les critiques ont salué l'écriture de Swift pour avoir créé un refrain entrainant. Nate Jones de Vulture et Jonathan Keefe de Slant Magazine ont trouvé la mélodie et le refrain captivant, notant la présence d'éléments pop et hip-hop,. Rob Sheffield de Rolling Stone a écrit à propos de la chanson, «Ce single m'a fait devenir un fan de Swift, depuis la première fois que je l'ai entendu en 2007 [...] Quel refrain génial.»
D'autres critiques ont fait l'éloge du thème et des paroles conversationnelles. Sasha Frere-Jones de The New Yorker a été impressionnée par les phrases simples « si conversationnelles qu'à la première écoute, ils passent sans qu'on les remarquent » et a déclaré que la chanson était la première de Swift à « l'arrêter dans [ses] pas ». Deborah Evan Price de Billboard a jugé les paroles conversationnelles attrayantes pour ceux qui veulent revisiter les « tendres souvenirs d'un jeune amour simple ». Dans une critique pour Blender, Sheffield a trouvé le récit plein de « personnalité et d'équilibre ». Dans Pitchfork, Johnston a sélectionné le morceau comme l'une des premières démonstrations de Swift pour décrire avec sérieux les sentiments des adolescents. Alexis Petridis de The Guardian a déclaré que les « paroles énergétiques et auto-référentielles » prédisaient le succès de Swift au-delà de la musique country, et Hannah Mylrea de NME a trouvé les paroles vivantes. Dans un classement de la discographie de Swift, Roisin O'Connor de The Independent a choisi Our Song parmi ses cinq meilleures chansons : « Que Swift fasses une chanson à propos d'une chanson basée sur des sons de la vie réelle est tout à fait parfait. »

## Performances aux classements
Our Song a été un succès à la radio country. Il a atteint le numéro un du classement Hot Country Songs du 15 décembre 2007, donnant à Swift son premier sommet du classement. Le saut de la chanson du numéro six au numéro un a marqué le plus grand saut vers le sommet depuis Just to See You Smile (1998) de Tim McGraw, qui a également grimpé de cinq places jusqu'au sommet. Grâce à cet exploit, Swift est devenu la plus jeune personne - âgée de dix-sept ans à l'époque - à écrire et chanter à elle seule la chanson numéro un du Hot Country Songs. Le single a passé six semaines consécutives au numéro un et 24 semaines au total sur le classement. Le succès de Our Song à la radio country a fait de Swift une étoile montante du genre, qui avait jusque là été majoritairement dominé par des musiciens adultes masculins au début des années 2000.
Sur le Billboard Hot 100 tous genres, le single a culminé au numéro 16, devenant ainsi le troisième single consécutif dans le top 40 du Hot 100 du premier album de Swift. Dans le classement Mainstream Top 40, qui suit la radio pop aux États-Unis, il a culminé au numéro 18 et était la deuxième single croisée de Swift, après Teardrops on My Guitar. En août 2014, la Recording Industry Association of America, a certifié le morceau quadruple disque platine pour avoir dépassé les quatre millions d'unités sur la base des ventes et du streaming. En juillet 2019, Our Song s'était vendu en 3,4 millions d'exemplaires numériques aux États-Unis.
Au Canada, Our Song est resté au sommet du classement Canada Country pendant quatre semaines. Elle a culminé au numéro 30 du Canadian Hot 100, la chanson la mieux classée du premier album de Swift et a été certifiée disque de platine par Music Canada pour 80 000 exemplaires numériques vendues. En Corée du Sud, le single a culminé à la 104e place du classement international des singles compilé en 2012 par Gaon.

## Clip musical
Trey Fanjoy, qui avait réalisé les vidéoclips des précédents singles de Swift, est la réalisatrice du clip de Our Song. Comparé aux vidéos précédentes, Our Song ne présente pas de récit clair et est plutôt une compilation de scènes disparates avec des couleurs et symboles vibrants. Swift a expliqué le concept : « [Fanjoy] a eu cette idée pour une scène sur le porche, puis une scène dans un champ de fleurs, et ensuite une scène en noir et blanc. Tout s'est mis en place dans sa tête et elle a si bien réussi à traduire cela sur film. Cela montre à quel point elle est une très grande réalisatrice. »  Le groupe d'accompagnement de Swift est présent dans la vidéo en tant que guest-stars. Il a été diffusé sur CMT, CMT Pure et Great American Country le 24 septembre 2007 et a été inclus dans la réédition DVD du premier album de Swift, sorti le 6 novembre 2007.
Dans la vidéo, Swift se produit dans différentes tenues pour différents contextes ; dans une scène, elle joue avec une guitare incrustée de paillettes. De nombreuses tenues sont associées à la mode du milieu des années 2000, tel que le brillant à lèvres rose, les débardeurs superposés avec un short Soffe et les manchettes noires jusqu'aux coudes. Swift a fait confectionner deux robes sur mesure pour la vidéo. Spin a observé que Our Song était le premier clip vidéo de Swift qui incorpore des éléments visuellement stimulants : « Toutes les couleurs se situent quelque part entre le fantastique (comme la robe de fée bleu vif de Swift) et l'excès (comme la mer de roses dans laquelle elle est assise). » Jason Lipshutz de Billboard l'a appelé «l'un de ses clips musicaux les plus simples et les plus doux». Selon Glamour, le style lumineux et féminin de Swift sans utiliser de vêtements de marque dans Our Song a contribué à façonner son image au début de sa carrière.
Our Song a été la vidéo numéro un sur CMT pendant sept semaines. Il a reçu une nomination pour le «Number One Streamed Music Video» lors des CMT Online Awards 2008, mais a perdu contre All-American Girl de Carrie Underwood. Aux CMT Music Awards 2008, elle a remporté le prix de la vidéo de l'année et de la vidéo féminine de l'année.

## Performances live
Lors de la promotion de son premier album, Swift a inclus Our Song dans la set list d'une tournée promotionnelle américaine en 2008. La chanson faisait partie de sa set list en première partie de la tournée de Brad Paisley en 2007 et de la tournée de Rascal Flatts en 2008. Elle a interprété la chanson dans des émissions télévisées, notamment Live ! avec Regis et Kelly, Dance War : Bruno vs. Carrie Ann, et The Ellen DeGeneres Show . Le 7 novembre 2007, Swift a interprété la chanson aux Country Music Association Awards, où elle a remporté le Horizon Award récompensant le meilleur nouvel artiste de l'année. Une performance enregistrée dans un Apple Store de SoHo, New York, a été diffusée dans le cadre d'une diffusion en direct exclusive à iTunes le 15 janvier 2008.
Swift et le groupe anglais Def Leppard ont interprété Our Song, entre autres morceaux de la discographie de chaque artiste, pour un épisode CMT Crossroads en octobre 2008 ; la performance a été enregistrée et diffusée sur DVD en 2009. La chanson faisait partie de la set list de nombreux festivals dont Swift était la tête d'affiche, dont le Greeley Stampede en 2007, le Stagecoach Festival en 2008, et une série de festivals en 2009, dont le Houston Livestock Show and Rodeo, le Florida Strawberry Festival, le CMA Music Festival, et le Craven Country Jamboree. En 2012, Swift a chanté la chanson dans le cadre d'un épisode de VH1 Storytellers enregistré au Harvey Mudd College en Californie.
Swift a inclus Our Song sur la set list de sa première tournée de concerts en tête d'affiche, le Fearless Tour (2009-2010), elle a chanté la chanson sur une guitare argentée brillante, dans une robe et des bottes argentées scintillantes. Le morceau faisait aussi partie de la set list des spectacles nord-américains et océaniques de la prochaine tournée de Swift, la Speak Now World Tour (2011-2012); pendant la représentation, elle a joué la chanson sur un banjo devant un porche, vêtue de blanc. Elle a chanté une version acoustique de la chanson à certaines dates de ses tournées ultérieures, notamment le Red Tour (Pittsburgh, juillet 2013), le Reputation Stadium Tour (Chicago, juin 2018), et l'Eras Tour (Las Vegas, mars 2023 ; Los Angeles, août 2023). Swift l'a interprété a cappella après un dysfonctionnement technique lors du concert de Philadelphie du Reputation Stadium Tour le 14 juillet 2018.

## Crédits et personnel
Les crédits sont adaptés des notes de pochettes de Taylor Swift (2006).
- Taylor Swift – chant, auteur-compositeur, guitare, chant d'harmonie
- Nathan Chapman – producteur, banjo, guitare acoustique, guitare électrique, harmonie vocale, enregistrement supplémentaire
- Chuck Ainlay – mixage
- Chad Carlson – enregistrement
- Aaron Chmielewski – assistant ingénierie
- Greg Laurent – assistant mixage
- Bruce Bouton – Dobro
- Nick Buda - tambours
- Éric Darken – percussions
- Rob Hajacos – violon
- Tim Marques – basse

## Classements
| Classement (2007/2008)                   | Meilleure position |
| ---------------------------------------- | ------------------ |
| U.S. Billboard Hot Country Songs         | 1                  |
| U.S. Billboard Hot 100                   | 16                 |
| U.S. Billboard Pop 100                   | 24                 |
| U.S. Billboard Top Hot 100 Hits de 2008  | 41                 |
| Canadian Radio & Records Country Singles | 1                  |
| Italian Singles Chart                    | 54                 |
| Canadian Hot 100                         | 30                 |

## Historique de sortie
| Région     | Date               | Format                  | Label                    |
| ---------- | ------------------ | ----------------------- | ------------------------ |
| Etats-Unis | 10 Septembre, 2007 | Radio Country           | Big Machine              |
| Etats-Unis | 10 Mars, 2008      | Radion Hit Contemporain | - Big Machine - Republic |
| Etats-Unis | 24 Octobre, 2019   | Vinyle 7 pouces         | Big Machine              |